# فرانسیسکو یاتس
فرانسیسکو یاتس (به انگلیسی: Francesco Yates) (زاده ۱۱ سپتامبر ۱۹۹۵) خواننده کانادایی است.